# Guareña (Badajoz)
Guareña je španělské město situované v provincii Badajoz (autonomní společenství Extremadura).

## Poloha
Obec je vzdálena 24 km od Méridy a 83 km od města Badajoz. Patří do okresu Vegas Altas a soudního okresu Don Benito.

## Historie
V roce 1834 se obec stává součástí soudního okresu Don Benito. V roce 1842 čítala obec 1052 usedlostí a 3026 obyvatel.

## Odkazy

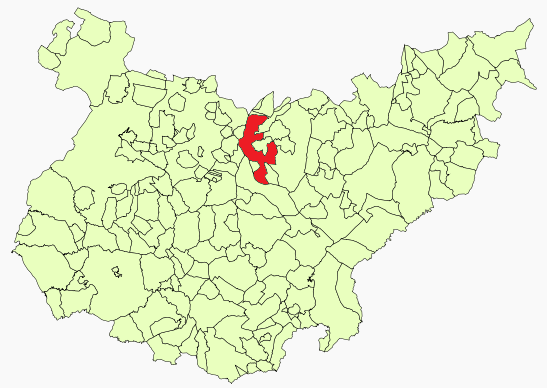
Poloha obce v provincii Badajoz

## Demografie
| Populace obce Guareña z let (1842–2010) | Populace obce Guareña z let (1842–2010) | Populace obce Guareña z let (1842–2010) | Populace obce Guareña z let (1842–2010) | Populace obce Guareña z let (1842–2010) | Populace obce Guareña z let (1842–2010) | Populace obce Guareña z let (1842–2010) | Populace obce Guareña z let (1842–2010) | Populace obce Guareña z let (1842–2010) | Populace obce Guareña z let (1842–2010) | Populace obce Guareña z let (1842–2010) | Populace obce Guareña z let (1842–2010) | Populace obce Guareña z let (1842–2010) | Populace obce Guareña z let (1842–2010) | Populace obce Guareña z let (1842–2010) | Populace obce Guareña z let (1842–2010) | Populace obce Guareña z let (1842–2010) | Populace obce Guareña z let (1842–2010) |
| --------------------------------------- | --------------------------------------- | --------------------------------------- | --------------------------------------- | --------------------------------------- | --------------------------------------- | --------------------------------------- | --------------------------------------- | --------------------------------------- | --------------------------------------- | --------------------------------------- | --------------------------------------- | --------------------------------------- | --------------------------------------- | --------------------------------------- | --------------------------------------- | --------------------------------------- | --------------------------------------- |
| 1842                                    | 1857                                    | 1860                                    | 1877                                    | 1887                                    | 1897                                    | 1900                                    | 1910                                    | 1920                                    | 1930                                    | 1940                                    | 1950                                    | 1960                                    | 1970                                    | 1981                                    | 1991                                    | 2001                                    | 2010                                    |
| 3 026                                   | 5 234                                   | 5 192                                   | 5 666                                   | 6 382                                   | 6 497                                   | 6 731                                   | 7 734                                   | 8 335                                   | 8 924                                   | 8 556                                   | 9 465                                   | 9 742                                   | 8 242                                   | 7 849                                   | 7 084                                   | 7 285                                   | 7 300                                   |